# United Artists

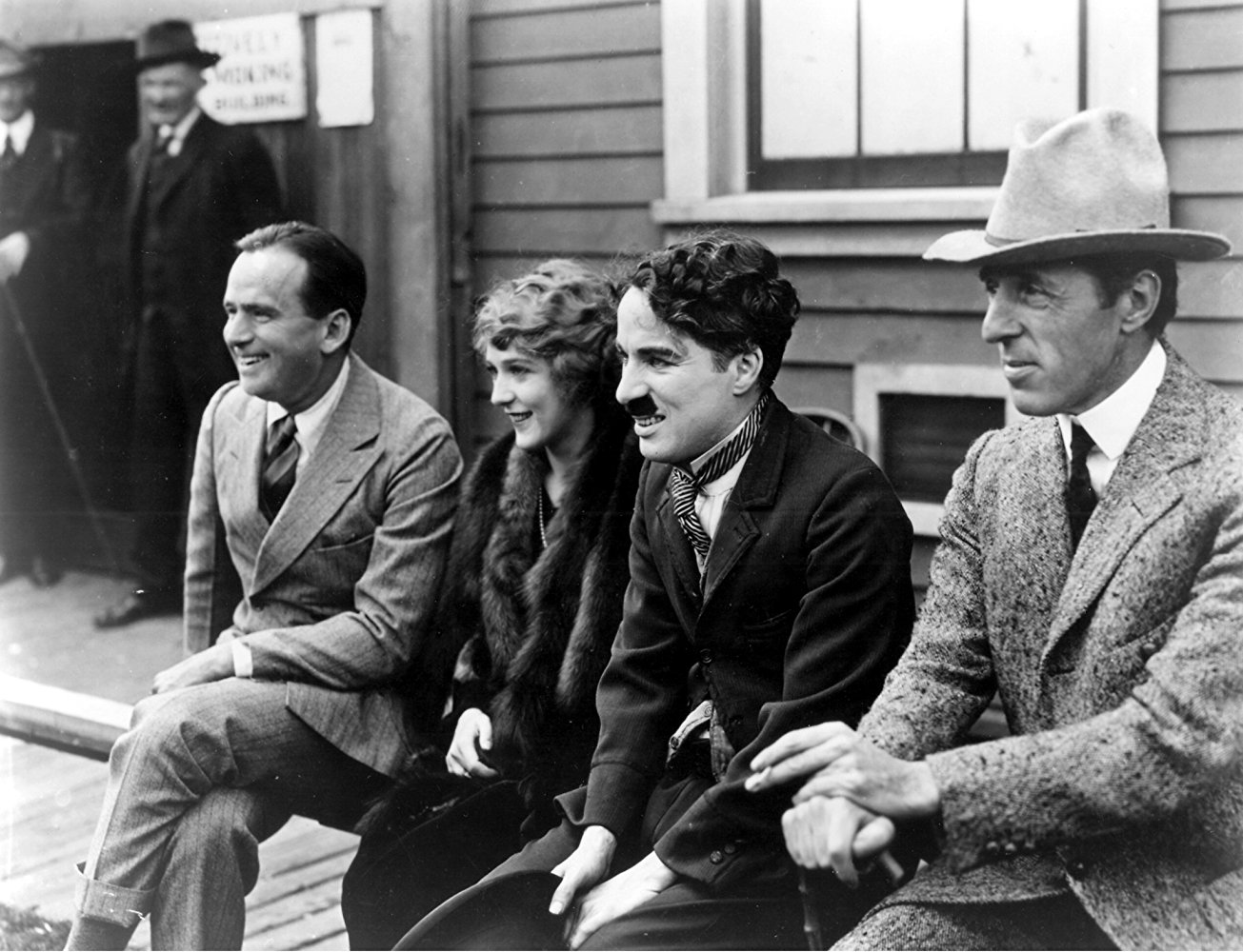
Douglas Fairbanks, Mary Pickford, Charlie Chaplin i David Wark Griffith, założyciele firmy w 1919 roku

United Artists Corporation (krócej UA) – amerykańskie studio filmowe, założone w 1919 roku. Od 1981 kontrolę nad wytwórnią sprawuje grupa MGM Holdings.

## Akcjonariusze
MGM Holdings, Inc.:
- Metro-Goldwyn-Mayer (29%)
- TPG (21%)
- Sony Corporation (20%)
- Comcast Corporation (20%)

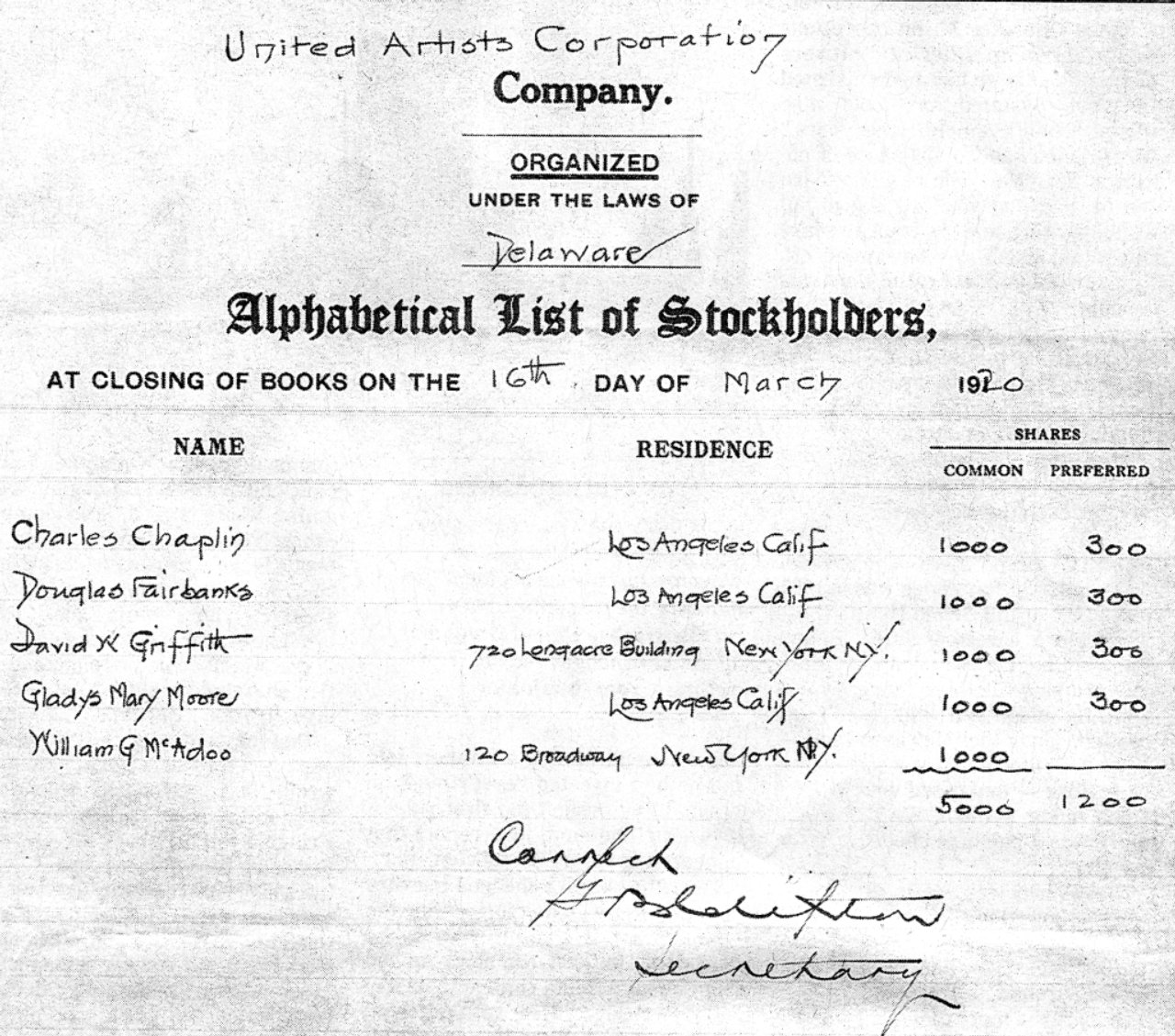
Lista akcjonariuszy UA (1920)

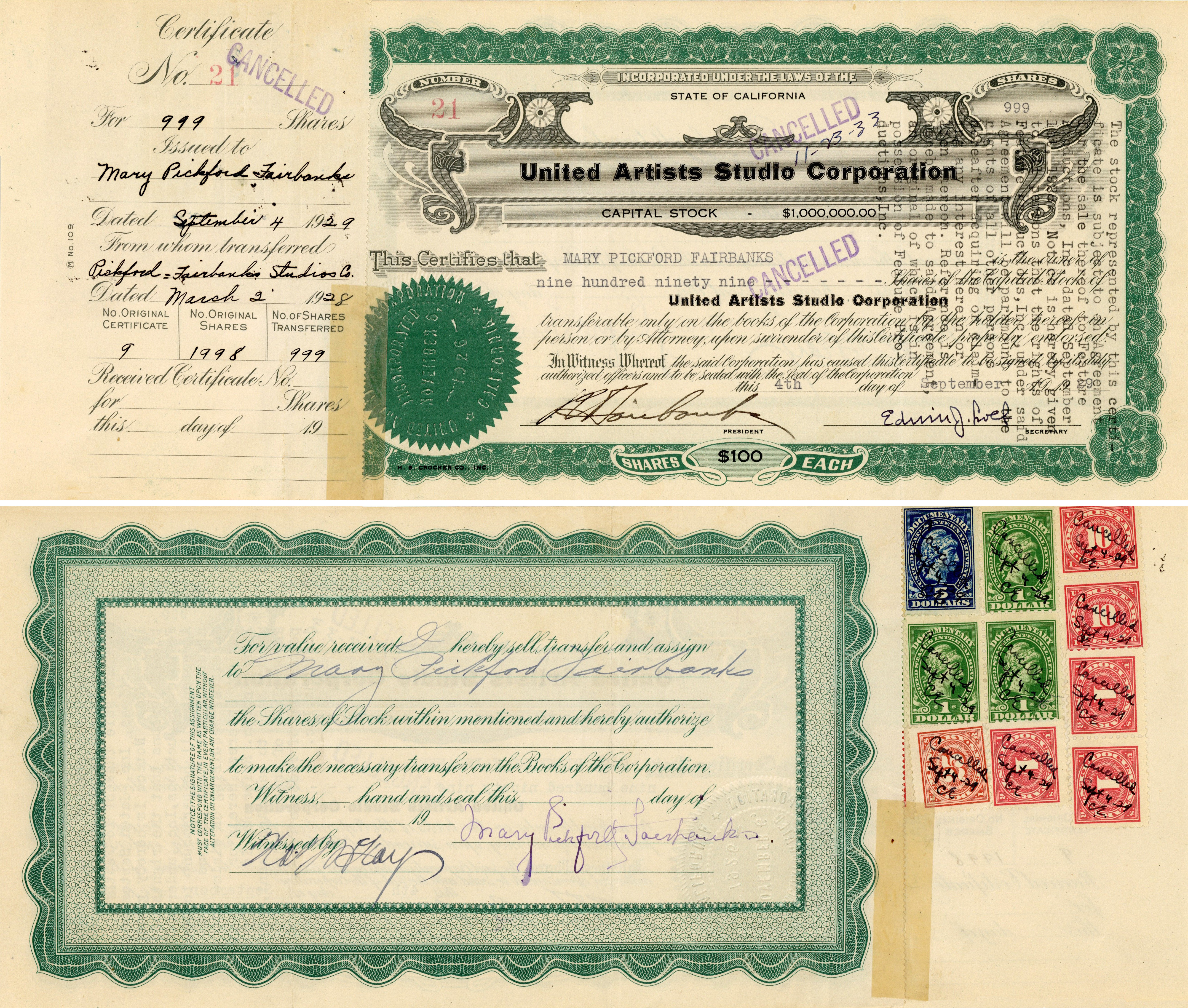
Akcja United Artists Studio Corporation na 999 udziałów po 100 USD każda, wyemitowana 4 września 1929 r. dla Mary Pickford Faribanks i podpisana przez nią na rewersie w oryginale (dolne zdjęcie)

- DLJ Merchant Banking Partners (7%)
- Quadrangle Group (3%)